# Nax
Nax (/naks/) est une localité et une ancienne commune suisse du canton du Valais, située dans la commune de Mont-Noble.

## Histoire

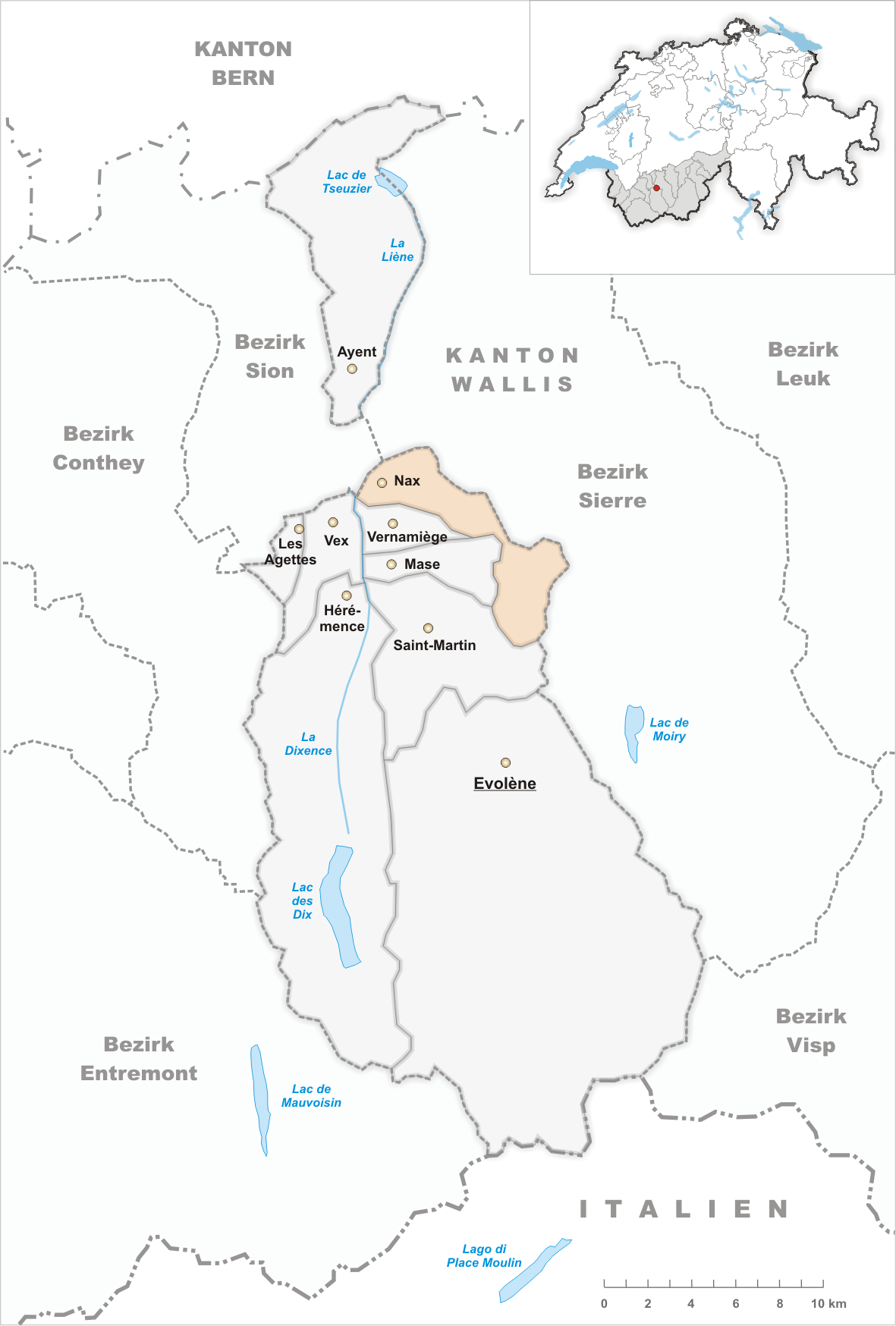
Carte de l'ancienne commune de Nax.

L'existence de la paroisse de Nax s'établit au XIe siècle grâce à un document répertoriant les biens et revenus du Chapitre de Sion datant d'avant 1052 et qui mentionne explicitement "in monte de Nas, ecclesiam cum parroch". Au XIIIe siècle grâce à un document de 1298 des archives communales une charte fait état d'un litige entre les communes de Bramois et de Nax au sujet de la forêt sous les rochers de Nax.
La première mention de représentants dans les affaires de la commune remonte à 1304. Il s'agit de procureurs qui agissent au nom de la commune. Cet acte est aussi le premier qui confirme que la bourgeoisie élargit ses propriétés. Elle achète un revenu de seigle en 1311, en 1490 un mayen pour agrandir la montagne de Gauthier, en 1640 elle achète une vigne à Lens, en 1647 une autre à St-Léonard et une à Lens, en 1648 elle achète une part de pressoir, puis de nouveau une vigne à Lens en 1651, une deuxième part de pressoir en 1660. Elle acquiert aussi l'office de la majorie de Nax-Vernamiège en 1652. Le major était le représentant de la justice.
Le 10 janvier 1909, la voûte de l'église de Nax s'effondre en pleine cérémonie. L'incident provoque le décès de 31 personnes (9 de Vernamiège et 22 de Nax), ainsi que 50 blessés. L'église était le seul bâtiment qui avait échappé à l'incendie du village en 1837.
Le 7 septembre 2008, les citoyens de la commune acceptent le projet de fusion avec les communes de Mase et Vernamiège. Après acceptation par le Grand Conseil valaisan, la nouvelle commune nommée Mont-Noble, voit le jour le 1er janvier 2011. Son ancien numéro OFS est le 6086.

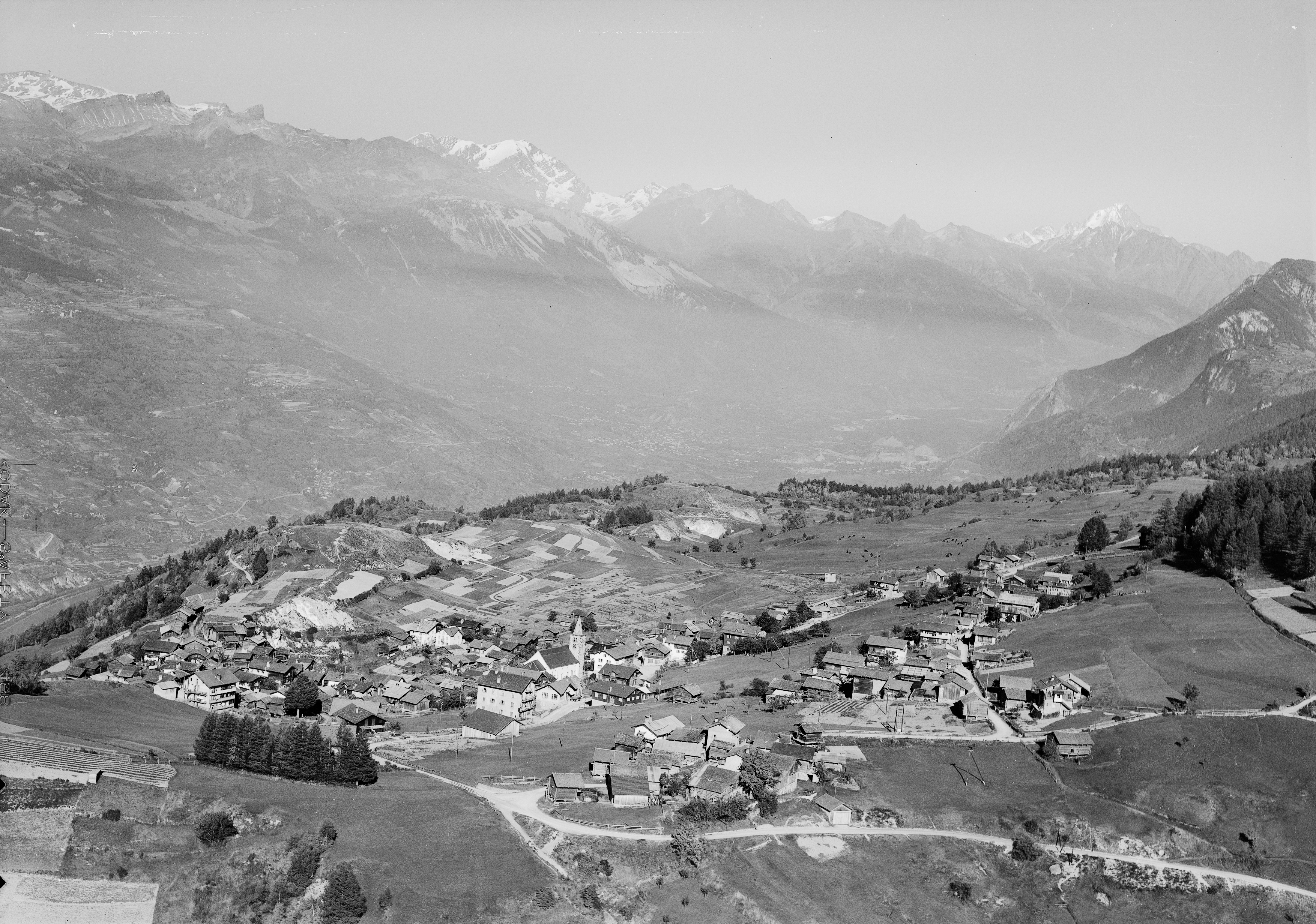
Photo aérienne prise en (1955).

## Toponymie
Le nom de la commune, qui se prononce /naks/, correspond au substantif francoprovençal désignant le nez (dérivé du latin nāsu) et évoque un promontoire ou une crête, ce qui correspond à la situation géographique de la commune.
D'autres sources (Gaspoz et Tamini (« Hërens », p. 12) y voient plutôt le sens de prairie, peut-être de terrain humide, comme les nombreux Nayes, Naies, Nais, Neix, Neys, Neyex, Nex, Nez de Suisse romande (cf. Jaccard) (sources : Armorial valaisan 1946).
La première occurrence du toponyme date du XIe siècle, sous la forme Nas.

## Population et société

### Gentilé et surnom
Les habitants de la localité se nomment les Naxards.
En patois ils sont surnommés les Massèrâs (v.tr Noircir) ou Matseràs (adj. Qui est noirci, sali par le contact des ustensiles qui vont sur le feu.), soit les mâchurés ("Barbouiller de noir, salir: "mâchurer le visage de quelqu'un avec du charbon") : les hommes de Nax fabriquaient du charbon de bois et étaient couverts de suie[réf. nécessaire]. En effet, Les anciens sites de fabrication du charbon de bois peuvent être observés  sur le "sentier des Charbonnier" dans la commune de Mont-Noble.
Une autre définition de Matseràs serait un sobriquet donné aux sorciers et leurs descendants.

### Démographie
Nax compte 452 habitants au 31 décembre 2009, avant sa fusion en 2011.
Évolution de la population de Nax entre 1850 et 2022,
Pour des raisons techniques, il est temporairement impossible d'afficher le graphique qui aurait dû être présenté ici.

## Tourisme
Le village de Nax propose plusieurs activités sportives : on y trouve par exemple un swing-golf et le domaine skiable du Mont-Noble, composé de 35 kilomètres de pistes.

### Fonds d'archives
- Fonds : Nax, Commune/ Paroisse (1285-1968) [8,22 mètres].  Cote : CH AEV, AC Nax. Sion : Archives de l'État du Valais (présentation en ligne).